# ماتياس سيليس
ماتياس سيليس (بالإسبانية: Matías Celis)‏ هو مدرب كرة قدم ولاعب كرة قدم تشيلي، ولد في 9 يناير 1989 في سانتياغو في تشيلي. شارك مع منتخب تشيلي لكرة القدم. أما مع النوادي، فقد لعب مع نادي أونيفرسيداد دي تشيلي.

## وصلات خارجية
- ماتياس سيليس على موقع إي إس بي إن إف سي (الإنجليزية)
- ماتياس سيليس على موقع قاعدة بيانات كرة القدم.إي يو (الإنجليزية)
- ماتياس سيليس على موقع ناشيونال فوتبول تيمز (الإنجليزية)
- ماتياس سيليس على موقع Soccerway.com (الإنجليزية)
- ماتياس سيليس على موقع عالم كرة القدم.نت (الإنجليزية)